# カンナダ語
カンナダ語（カンナダご、ಕನ್ನಡ、英: Kannada）は、ドラヴィダ語族の中でもっとも古い言語の一つで、2001年時点で約3770万人の話者人口を持ち、多様な方言に分かれている。南インド4州の一つ、カルナータカ州の公用語である。独自の文字、カンナダ文字が使われる。まれにカナラ語と称されることもある。

## 歴史
カンナダ語は2500年にわたって話されており、カンナダ文字の筆記法も1900年前から使われている。カンナダ語の初期の発展は、他のドラヴィダ語族の言語と同様である。過去数世紀の間、カンナダ語は、テルグ語、マラヤラム語とともに、サンスクリット語から語彙と文学的スタイルについて、きわめて強い影響を受けてきている。
カンナダ語は屈折語で、3つの性を持ち（男性、女性、中性）、2つの数（単数、複数）がある。性、数、時制、その他によって屈折する。
口語と文語で大きく異なっている。カンナダ語の口語は地域によって変異がある。一方、文章語はカルナータカ州全般であまり変わりがない。ethnologueはおよそ20の方言を区別している。
コダヴァ（Kodava、コールグ (Coorg) 地方）、
クンダ（もっぱらクンダプラ (Kundapura) 地方）、
ハヴィヤカ（Havyaka、ダクシナ・カンナダ (Dakshina Kannada) ウッタラ・カンナダ (Uttara Kannada) 、シモガ (Shimoga) 、サガラ (Sagara) やウディピ (Udipi) 地方のハヴィヤカ・バラモン達）、
アレ・バシェ（Are Bhashe、ダクシナ・カンナダのスリア (Sullia) 地方）などである。

## 地理的分布

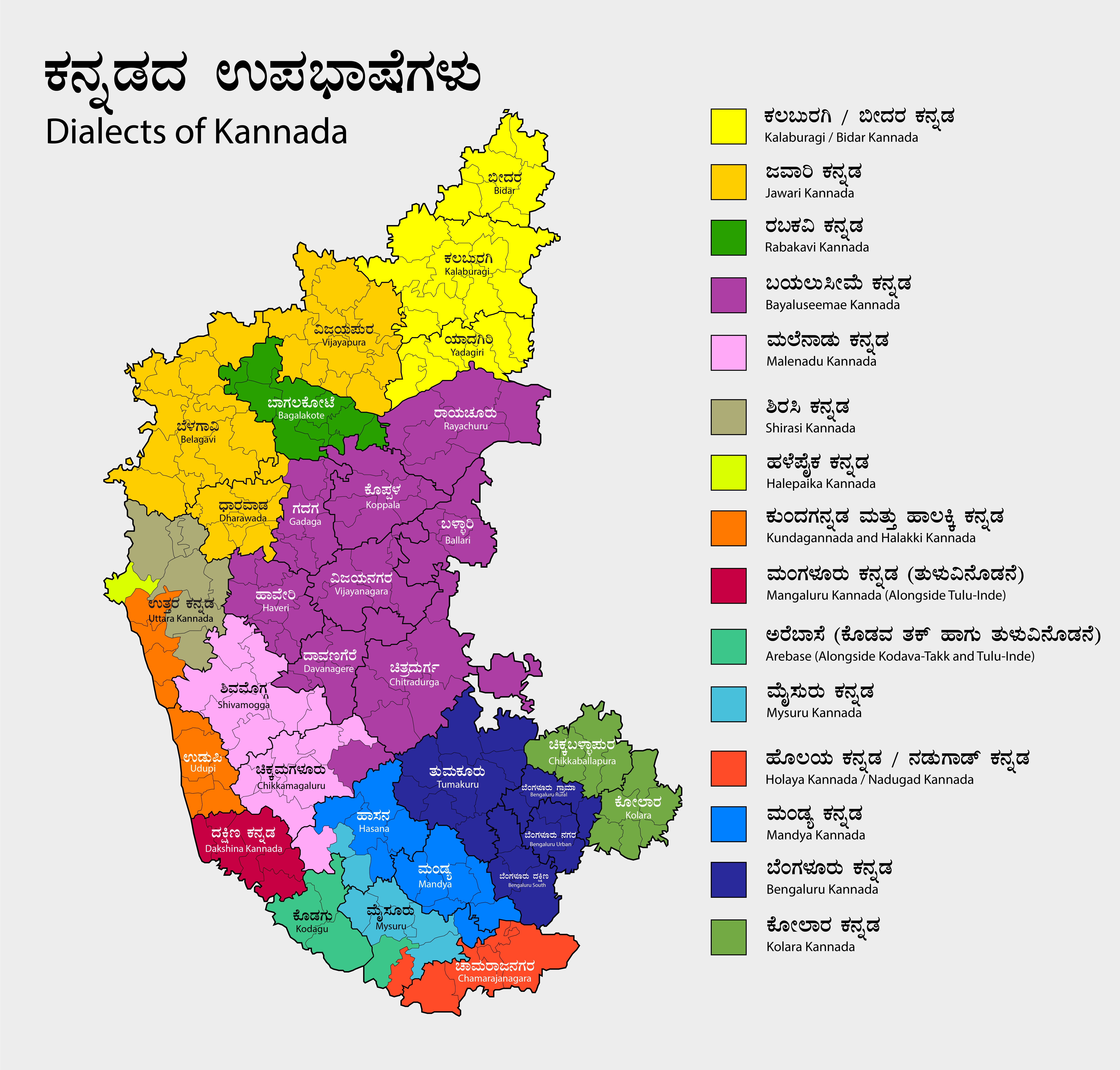
カルナータカ州のカンナダ語方言の地図

カンナダ語は主にカルナータカ地方とベンガルール、そして隣接するアーンドラ・プラデーシュ州、マハラシュトラ州、タミル・ナードゥ州やケーララ州で話されている。
アメリカ合衆国とイギリスにもまとまった数で、カナダやオーストラリアにも少数だがカンナダ語話者がいる。

## 公的地位
カンナダ語はインド憲法の第8付則に掲載されている22のインドの公用語のひとつであり、カルナータカ州の公用語である。

## 音声・音韻

### 母音
a, i, u, e, oの5つの短母音と、ā, ī, ō, ū, ēの5つの長母音がある。短母音のaが/a/と/ə/の2つの音素に分かれる方言もある。

### 子音
カンナダ語には以下の子音音素がある。
/p/, /pʰ/, /b/, /bʰ/, /t/, /tʰ/, /d/, /dʰ/, /ṭ/, /ṭʰ/, /ḍ/, /ḍʰ/, /k/, /kʰ/, /ɡ/, /ɡʰ/
/m/, /n/, /ṇ/, /ñ/, /ṅ/
/f/, /v/, /ś/, /ṣ/, /s/, /h/
/r/
/l/, /ḷ/
/c/, /cʰ/,/ j/, /jʰ/
/f/は英語などの借用語のみに現れる。また、/pʰ/、/bʰ/、/tʰ/、/dʰ/、/ṭʰ/、/ḍʰ/、/kʰ/、/ɡʰ/、/cʰ/、/jʰ/の帯気音と/ś/、/ṣ/は、サンスクリットその他の借用語に現れる。南カルナータカの話し言葉では、帯気音の代わりに無気音が使用される。

### 連声
カンナダ語の発音、表記においては、連声と呼ばれる現象が起きる。連声とは、語と語、または語と接辞などが連続する場合の、発音とその表記の変化のことである。連声はインド諸言語に見られる現象である。

## 形態論的特徴
カンナダ語を含めたドラヴィダ語では、連声規則に基づき、形態素が順次付加されて語が形成されるため、語形成の点で見ると膠着語的性格が強い。

### 接辞
カンナダ語は接尾辞を持つ。　　
- 名詞には、連結子(性マーカー)、複数を表すマーカー、格(主格、対格、具格、与格、奪格、属格、所格、呼格の8つ)を示す格接尾辞がつく[5]。
- 動詞の形は、述語として主語の人称や性数に一致して活用する定型動詞と、分詞などの非定型動詞に分けられる。

定型動詞の場合、語幹の後ろに使役のマーカー、時制のマーカー、人称のマーカー、数のマーカーがつく。また、カンナダ語では、否定形が独自の活用を持つ。この場合、通常語幹につく時制マーカーがつかず、語幹に直接人称のマーカーがつく。たとえば、bārenuは「来る」という動詞に一人称単数のマーカーが直接ついた形であり、「私は来ない、来なかった、来ないであろう」という意味を表す。
述語にならない非定型動詞には、動詞的分詞(連用分詞)と連体分詞があり、そのうち動詞的分詞には「～しながら」「～してから」といった意味を加える接尾辞がつく。
- そのほか、名詞、動詞、形容詞につき、様々な意味を付加した名詞をつくる派生接尾辞がある。　例：-i 「を持つ人」　　　kōpa「怒り」+ -i   →kōpi「怒りを持つ人」[10]

### 重複
カンナダ語には反響語(エコーワード、反響複合語ともいう)という現象があり、これを重複の範疇に含める考えもある。
反響語は語形成法のひとつである。南アジアの諸言語を中心に広く見られる現象であり、訳語・定義は一般言語学において確定していない。インドの諸言語の場合、もとの語の語頭音節の(C)V全体、もしくは(C)を特定の形態素に置き換えるか、母音置換を行うのが一般的である。南部ドラヴィダ諸語では、この反響語の現象はかなり生産的で、代替の形態素も一定である。
意味としては、総称的な意味、上位概念語、不確定性、揶揄、意味的な堕落(俸給→賄賂、のような)を表す。
カンナダ語の例
hola「野原」→　hola-gila「野原かどこか」 -gilaを加え、不確定性を表している。

## 統語論的特徴
基本語順はSOVである。助動詞にあたるものは動詞の後ろに来る。後置詞を持つ。所有者は所有される名詞の前に、形容詞は形容する名詞の前に来る。

## 文法現象

### 受動態
被行為者を主格、行為者を具格で表し、動詞的分詞に補助動詞を加えた複合動詞を使って表現する。または、行為者を表現せず、被行為者を対格で表し、複合動詞を使って表現する。

### テンス、アスペクト
テンス（時制）やアスペクト（相）は接尾辞で表現される。

### その他
直説法、命令法、希求法、可能法がある。

## 表現
Namaskāra. 「おはよう/こんにちは/こんばんは/さようなら」(主にヒンドゥー教徒に/一般的)
Namaskāragaḷu. 「おはようございます/こんにちは/こんばんは/さようなら」(主にヒンドゥー教徒に/一般的)
Salām. 「おはよう/おはようございます/こんにちは/こんばんは/さようなら」(イスラム教徒に)
Sat srī akāl. 「おはよう/おはようございます/こんにちは/こんばんは/さようなら」(シク教徒に)
Hēgiddīri?　「ご機嫌いかがですか」
Ārāma iddēne./Chennāgiddēne.　「元気です」
Dhannyawādagaḷu.　「ありがとうございます」
以上は基本的なあいさつ表現である。

## 文字
主に、古代インドのブラーフミー文字から字体が変遷してできたカンナダ文字が使用される。曲線の多い字形が特徴である。歴史的に東のテルグ文字と同じ変化をたどってきた文字であるために、テルグ文字と字母の形が似ている。

## 日本におけるカンナダ語研究
長年、カンナダ語に関する研究書・教材は、日本で出版されていなかったが、インド宗教研究者の高島淳、言語学者の内田紀彦、インド人研究者のバンドー・ビマジ・ラージャプローヒトらによる『カンナダ語・日本語辞典』が2016年に三省堂より発刊された。

## 日本でのカンナダ語に関する現象
お笑い芸人のカミナリが、自身のYoutubeにて、有識者や専門家、ファンらの協力を得て、Nintendo64のゲームソフトであるディディーコングレーシングでのBGMにて、正体不明の音声があるが、それは古カンナダ語の民謡のフレーズをリミックスしたという事実に約1年でたどり着いた。

## 辞書
英語:
- Kittel, F. (1894). A Kannaḍa-English Dictionary. Mangalore: Basel Mission Book & Tract Depository
- Robert Zydenbos: A Manual of Modern Kannada. Heidelberg 2020 (Open Access PDFフォーマットで)